# Xiaomi Redmi 4
Xiaomi Redmi 4 та Xiaomi Redmi 4 Prime (також відомий як Xiaomi Redmi 4 Pro) — смартфони компанії Xiaomi, що входять до серії Redmi. Були представлені 4 листопада 2016 року разом із Xiaomi Redmi 4A.

## Дизайн
Екран виконаний зі скла, а корпус — з алюмінію з пластиковою вставкою зверху.
Ззаду смартфони схожі на Xiaomi Redmi Note 4. За дизайном моделі відрізняються лише розташуванням спалаху (в Redmi 4 справа від камери, а в Redmi 4 Prime — зліва).
Знизу знаходяться роз'єм microUSB, динамік та стилізований під динамік мікрофон. Зверху розташовані 3.5 мм аудіороз'єм, другий мікрофон та ІЧ-порт. З лівого боку розташований гібридний слот під 2 SIM-картки або 1 SIM-картку і карту пам'яті формату micro SD до 128 ГБ. З правого боку розміщені кнопки регулювання гучності та кнопка блокування смартфону. Сканер відбитків пальців розміщений на задній панелі.
Redmi 4 та Redmi 4 Prime продавалися в 3 кольорах: темно-сірому, сріблястому та золотому.

## Технічні характеристики

### Апаратне забезпечення
Redmi 4 отримав процесор Qualcomm Snapdragon 435 з графічним процесором Adreno 505, а Redmi 4 Prime — Qualcomm Snapdragon 625 з Adreno 506. Redmi 4 продавався в комплектації 2/16 ГБ, а Redmi 4 Prime — 3/32 ГБ. Обидві моделі використовують оперативну пам'ять типу LPDDR4X та пам'ять постійного зберігання типу eMMC 5.1.
Батарея отримала об'єм 4100 мА·год.
Смартфони отримали основну камеру на 13 Мп з діафрагмою f/2.2 і фазовим автофокусом та передню камеру на 5 Мп з діафрагмою f/2.2. Обидві камери можуть знімати відео у роздільній здатності 1080p@30fps.
Пристрої отримали 5-дюймовий екран типу IPS LCD  зі співвідношенням сторін 16:9. Дисплей Redmi 4 має роздільну здатність HD (1280 × 720) та щільність пікселів 296 ppi, а Redmi 4 Prime — Full HD (1920 × 1080) і 441 ppi відповідно.

### Програмне забезпечення
Моделі були випущені на MIUI 8, що базувалася на Android 6.0.1 Marshmallow, і були оновлені до MIUI 10.